# Daddy's Home
Daddy's Home (conocida como Guerra de papás en Hispanoamérica y Padres por desigual en España) es una película estadounidense de comedia, dirigida por Sean Anders y John Morris, y escrita por Brian Burns. La película está protagonizada por Will Ferrell, Mark Wahlberg y Linda Cardellini. El rodaje comenzó el 17 de noviembre de 2014, en Nueva Orleans (Luisiana). Es la segunda colaboración entre Wahlberg y Ferrell, luego de la película de comedia y acción The Other Guys. La película fue estrenada el 25 de diciembre de 2015 por Paramount Pictures.

## Argumento
El ejecutivo de radio de modales apacibles Brad Whitaker lucha por ser un buen padrastro de los dos hijos de su esposa Sara, Megan y Dylan, y parece estéril después de un accidente en sus testículos hace algunos años. Con el tiempo, los niños comienzan a acercarse más a Brad. Dylan le confía que alguien lo molesta en la escuela y Megan le pide que la lleve a un baile de padre e hija en su escuela. Una noche, Dusty Mayron, el exmarido de Sara y el padre biológico de los niños, llama y descubre el matrimonio de Sara con Brad. De repente anuncia que estará de visita al día siguiente. Sara duda en dejar que su exmarido entre en su casa, pero Brad la convence de que es importante para los niños que su padre y su padrastro establezcan una relación respetuosa.
Cuando llega Dusty, Brad se siente inmediatamente intimidado por su apariencia fuerte y musculosa y su encanto con Megan y Dylan. Dusty habla repetidamente de Brad para que lo deje quedarse, a pesar de que Sara advierte sobre la verdadera naturaleza de Dusty. Brad pronto se da cuenta cuando queda claro que Dusty tiene la intención de sacar a Brad de la vida de sus hijos y reconciliarse con Sara. Después de que Dusty muestra a Brad una y otra vez, consiguiendo un perro para los niños, terminando una casa en el árbol que Brad quería construir con Dylan, haciendo que Brad parezca racista, Dusty intenta abrir una brecha entre Brad y Sara llevándolos a un médico de fertilidad, con la esperanza de que la incapacidad de Brad para embarazar a Sara la devuelva a los brazos de Dusty. Aun así, los dos hombres parecen llegar a un entendimiento después de trabajar juntos para enseñarle a Dylan cómo defenderse. Además, Brad y Sara están encantados de saber que el recuento de espermatozoides de Brad ha aumentado significativamente (lo que implica que Dusty "invadió su  territorio"), lo que les dio la esperanza de tener un hijo juntos.
Sin embargo, Brad se sorprende cuando Dusty revela que todavía tiene la intención de expulsar a Brad de la familia. Desesperado, Brad gasta decenas de miles de dólares en regalos de Navidad anticipados, incluido un poni y boletos de $ 18,000 para un juego de la NBA. En el juego, Dusty una vez más muestra a Brad al revelar que es amigo del entrenador del equipo favorito de Dylan, los Lakers, y Brad enfurecido comienza a beber en exceso. Durante el medio tiempo, Brad es elegido para intentar lanzar una pelota de baloncesto y ganar un premio. Borracho, Brad lanza una perorata sobre Dusty antes de arrojar accidentalmente a una porrista de los New Orleans Pelicans y a un niño discapacitado en una silla de ruedas en la cara con pelotas de baloncesto. Humillado, Brad se marcha de la casa; sin embargo, cuando Dusty intenta consolar a Sara, ella lo rechaza y lo obliga a convertirse en padre para ayudar a sus hijos con sus apretadas agendas.
Cuatro días después, Brad vive en su oficina en el trabajo, deprimido. Mientras tanto, Dusty se siente abrumado por las responsabilidades de ser padre a tiempo completo. Cuando Dusty decide dejarlo todo e irse el día del baile de padre e hija de Megan, su amigo Griff acude a Brad y lo convence de luchar por su familia. Brad atrapa a Dusty en un bar e intenta que regrese. Dusty admite que no puede manejar las partes difíciles de ser padre y admira a Brad por aguantar todas las cosas por las que tiene que pasar. Brad dice que todas las partes terribles de ser padre valen la pena, porque al final lo está haciendo por sus hijos. Esto convence a Dusty de ir al baile, y él y Brad llegan juntos. Allí, descubren que la compañera de clase que se estaba metiendo con Dylan en la escuela es una niña llamada Serendipity, y casi se pelean con su padre cuando Dylan toma represalias. Sin embargo, Dusty finalmente decide seguir el ejemplo de Brad sobre ser padre y, en cambio, reprime la pelea iniciando un baile. Brad y Sara se reconcilian, y Dusty decide quedarse y ser un buen "co-papá" para sus hijos.
Un año después, toda la familia está feliz; Brad y Sara tienen un nuevo bebé que lleva el nombre de Griff, y Megan y Dylan finalmente han aceptado a Brad como su padrastro. Dusty, que ahora tiene un trabajo como DJ Panda y se vuelve rico gracias a su trabajo, se mudó al otro lado de la calle después de construir un castillo allí, y él y Brad ahora son amigos. Dusty finalmente se vuelve a casar, con una mujer llamada Karen que tiene una hija, Adrianna, por lo que Dusty se convierte en padrastro. Sara es inmediatamente intimidada por Karen después de conocerla; siente que la apariencia de Karen supera la de ella y está celosa de las profesiones de esta última como médico y novelista. En un giro irónico del destino, Dusty está ahora exactamente en la misma posición en la que puso a Brad hace un año, visiblemente intimidado por el padre más musculoso de su hijastra, Roger (John Cena) y además le pregunta que si es su padre y le responde lo mismo que le hizo a Brad.

## Reparto
- Will Ferrell como Brad Whitaker.[5]
- Mark Wahlberg como Dusty Mayron.[5]
- Linda Cardellini como Sara Whitaker.[6]
- Thomas Haden Church como Leo Holt.
- Hannibal Buress como Griff.[7]
- Bobby Cannavale como Dr. Emilio Francisco
- Paul Scheer como DJ «The Whip».[8]
- Scarlett Estevez como Megan Mayron.
- Owen Wilder Vaccaro como Dylan Mayron.
- Billy Slaughter como Squidward.
- John Cena como Roger.
- Jamie Denbo como Doris.
- Bill Burr como Jerry.
- Mark L. Young como Higienista Dental.
- Alessandra Ambrosio como Karen.
- Chris Henchy como Jason Sinclair/Panda DJ.

## Producción

### Casting
El 5 de noviembre de 2014, se confirmó que Will Ferrell y Mark Wahlberg serían los protagonista de los papeles principales en la película. El 12 de noviembre, Linda Cardellini se unió al elenco de la película para interpretar a la esposa del personaje de Ferrell. El 18 de noviembre, Hannibal Buress se unió a la película para interpretar a un personal de mantenimiento sarcástico que cree que el padrastro es un racista. El 28 de enero de 2015, Paul Scheer se unió al elenco de la película interpretando a The Whip, un DJ loco.

### Rodaje
El rodaje comenzó el 17 de noviembre de 2014, en Nueva Orleans (Luisiana). El 24 y 25 de noviembre, la filmación fue hecha en Edward Hynes Charter School. El 12 de enero de 2015, los actores fueron vistos filmando en Lakeview. El 21 de enero de 2015, una escena se rodó durante el juego de New Orleans Pelicans y Los Angeles Lakers, donde Ferrell estrelló a una animadora (interpretado por el luchador Taryn Terrell) en la cara con una pelota de baloncesto. El rodaje estaba previsto para terminar el 3 de febrero de 2015, pero duró hasta el 6 de febrero.

## Estreno
La película fue estrenada el 25 de diciembre de 2015 por Paramount Pictures.

## Secuela
Paramount Pictures anunció una secuela titulada Daddy's Home 2: Parental Guidance para 2017 con Mark Wahlberg y John Cena como protagonistas principales, además de la incorporación de Steve Carrell como un vendedor de una compañía de seguros llamado Billy Mitman, también se sabe que Andrew J. Cohen está trabajando en el guion, mientras que Eric Brevig será el director de la cinta. En mayo de 2016, se anunció la incorporación de Dwayne Johnson como un entrenador de box y también que Will Ferrell volvería como Brad, Linda Cardellini como Sarah, Hannibal Buress como Griff, Thomas Haden Church como Leo y Alessandra Ambrosio como Karen y Mel Gibson como el padre de Dusty.